# Paviljonki Areena

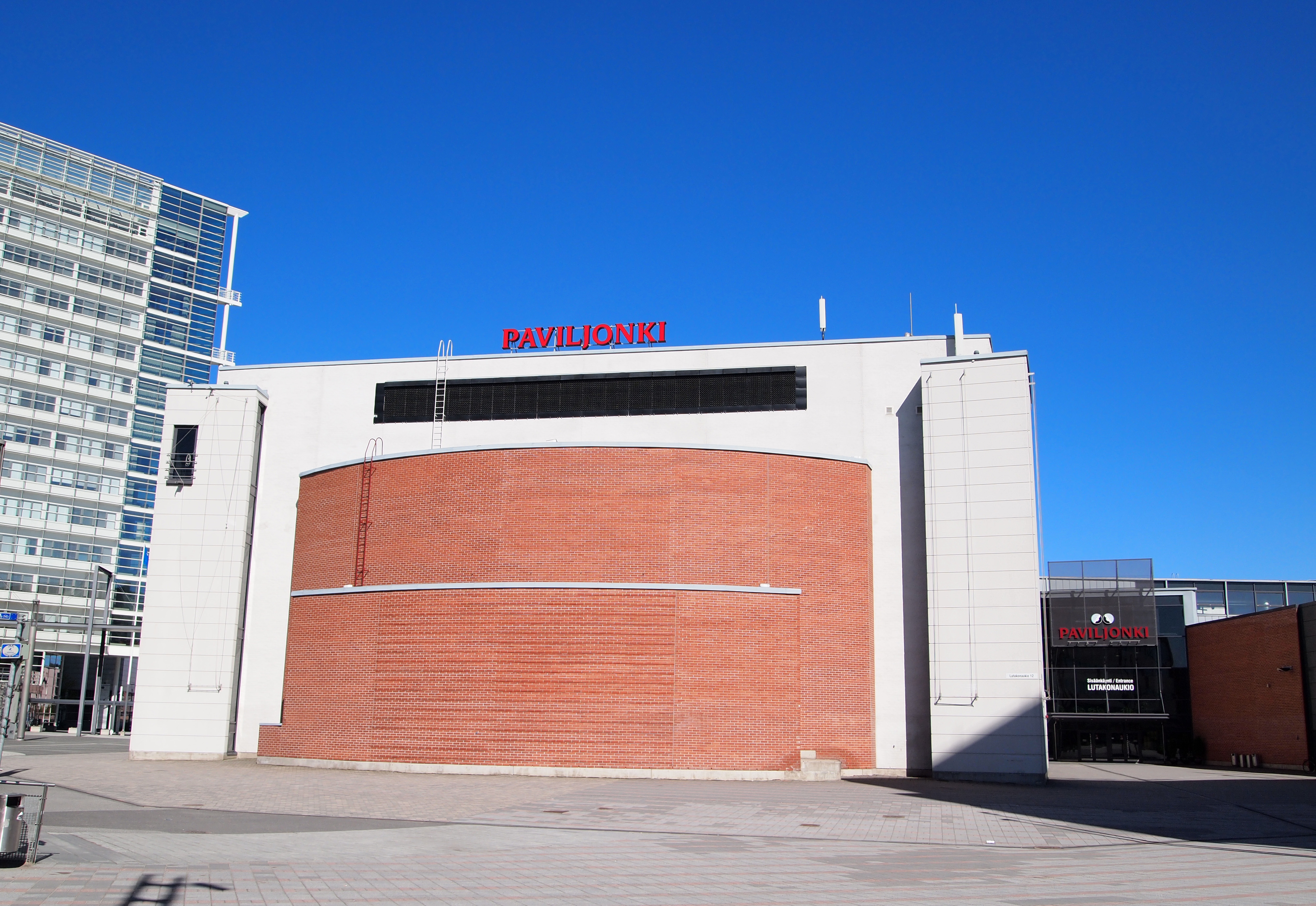
Paviljonki

A Paviljonki é uma arena multi-uso localizada na cidade de Jyväskylä, na Finlândia, que suporta cerca de 4.500 pessoas. A arena possui um piso de gelo, por isso é frequentemente usada para a prática de hóquei no gelo, mas também pode ser convertida em um local para convenções e também apresentações musicais.